# Швейцарська гвардія
Папська швейца́рська гва́рдія (лат. Pontificia Cohors Helvetica) — військовий підрозділ Ватикану (колишньої Папської держави), почесна варта Святого Престолу. Охороняє папу римського, земного главу Христової Католицької Церкви, та його Апостольський палац. Супроводжує папу у Ватикані та поїздках за кордон. Найстаріший підрозділ швейцарських найманців, що зберігся до сьогодні. Створений 1506 року папою Юлієм II. Тимчасово розпущений у 1527—1548 і 1564—1566 роках. Набирається з німецькомовних католиків-швейцарців, віком до 25 років, які пройшли військову підготовку у Збройних силах Швейцарії. Має парадну синьо-жовто-червону уніформу доби Ренесансу та синю повсякденну. Озброєний традиційною білою зброєю (партезани, алебарди) і сучасною вогнепальною зброєю. Один із небагатьох найстаріших військових підрозділів, що має неперервну історію. Головний храм підрозділу — Церква святих Мартина і Себастьяна у Ватикані. Гасло — лат. Acriter et fideliter («ревніше і вірніше»).

## Назва
- Понтифікальна гельветійська когорта (лат. Pontificia Cohors Helvetica) — офіційна латинська назва, в якій використовуються терміни часів Римської імперії: понтифік (верховний жрець Риму), гельвети (кельтські племена Швейцарії) і когорта (римський військовий підрозділ).
- Піхотна гельветійська когорта на священній варті Понтифіка (лат. Cohors Pedestris Helvetiorum a Sacra Custodia Pontificis) — інша латинська назва.
- Папська швейцарська гвардія / охорона (італ. Guardia Svizzera Pontificia, нім. Päpstliche Schweizergarde, фр. Garde suisse pontificale) — популярна назва.
- Швейцарська гвардія — скорочена назва.

## Історія

### Заснування

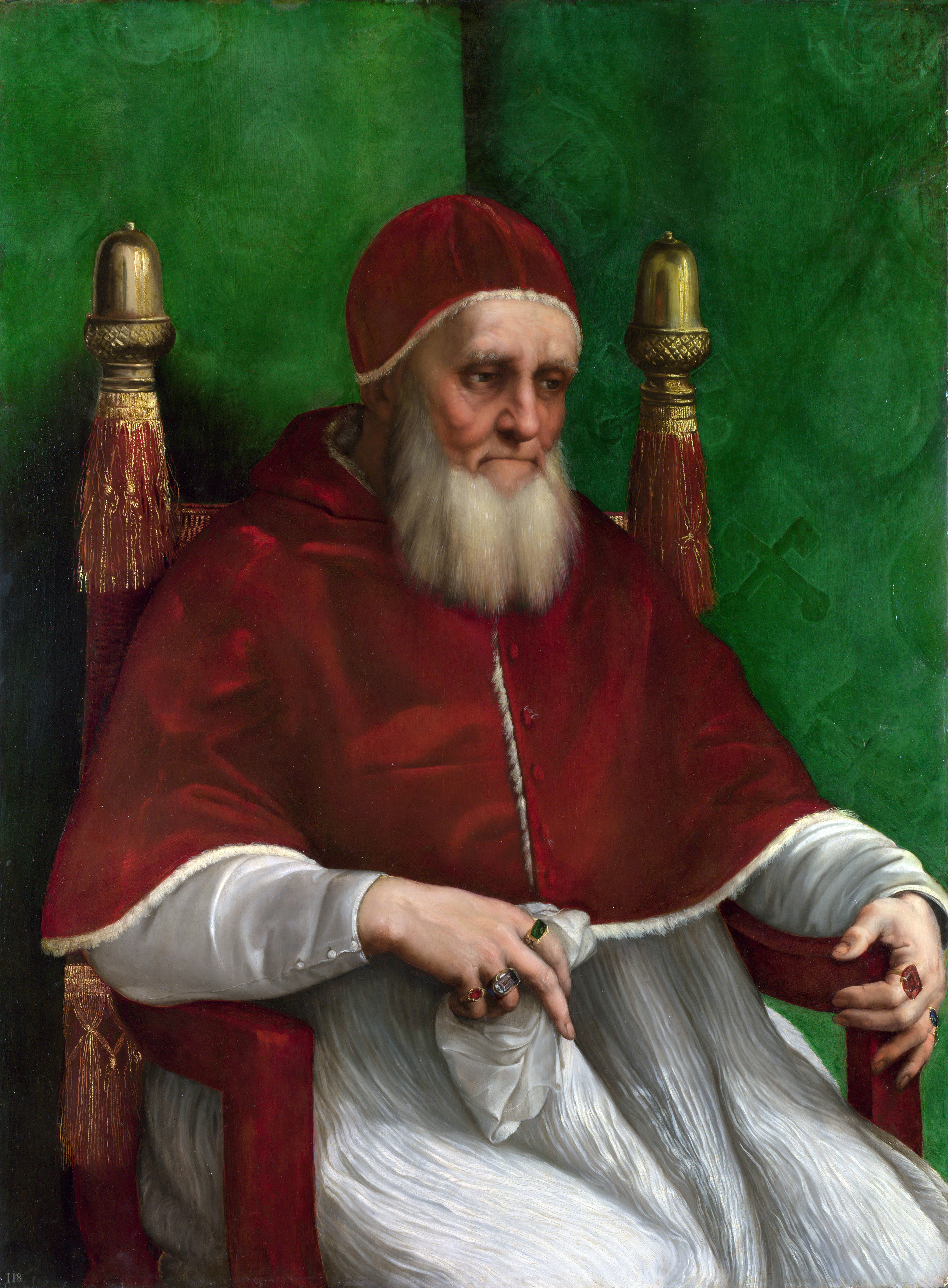
Папа Юлій II, засновник Папської швейцарської гвардії (1511, Рафаель Санті)

Офіційною датою створення Папської швейцарської гвардії вважається 22 січня 1506 року. Цього дня 150 молодих швейцарських найманців під командуванням капітана Каспара фон Зіленена з Урійського кантону прибули до Папської держави, до Рима, щоб служити папі Юлію II.
Проте папство широко використовувало швейцарських вояків до цієї дати, щонайменше з другої половини XV ст. Зокрема, в жовтні 1478 року папа Сікст IV уклав у угоду зі Швейцарською Конфедерацією, яка передбачала можливість вербування найманців-швейцарців протягом усього його понтифікату, починаючи з 1479 року. Цей договір оновив папа Інокентій VIII (1484—1492), щоб використати його проти експансіоністських цілей герцога Міланського. Інший папа Олександр VI (1492—1503) наймав швейцарців під час свого союзу з французьким королем Карлом VIII в Італійських війнах проти Неаполітанського королівства.
Серед учасників тої війни проти Неаполя був кардинал Джуліано делла Ровере, майбутній папа Юлій II (1503—1513), який добре знав швейцарців ще в часи свого єпископства в Лозанні. 1512 року він вислав легатом до Швейцарії веролійського єпископа Енніо Філонарді, щоб вербувати солдатів для повернення територій Церкви. Завдяки цьому легату до Італії прибуло 24 тисячі швейцарців, які, об'єднавшись із союзними силами, зуміли відвоювати Равенну.
1503 року, коли кардинал Делла Ровере став папою Юлієм II, він попросив швейцарський сейм постійно надавати йому на службу корпус із 200 швейцарських найманців. Це прохання стало можливим також завдяки фінансуванню, яке Святий Престол отримав від баварських купців з Аугсбурга — Ульріха та Якоба Фуггерів, інвесторів Папської держави.
У вересні 1505 року перший контингент із 150 солдатів почав свій марш до Риму під командуванням Каспара фон Сіленена та увійшов у місто 22 січня 1506 року. Ця дата вважається відліком створення Папської швейцарської гвардії.

### Оборона Рима (1527)
6 травня 1527 року 147 зі 189 швейцарських гвардійців загинуло біля стін Ватикану, захищаючи Святий Престол від нападу військ імператора Священної Римської імперії і короля Іспанії Карла V. Завдяки героїзму швейцарців Папа Клемент VII зумів сховатися від ворогів в неприступному замку святого Ангела на березі Тибру. На честь цієї події 6 травня проводиться щорічна церемонія присяги.
З тих пір понтифіки довіряють своє життя тільки найманим солдатам з німецьких кантонів Швейцарії.

### ХІХ століття
З початку XX століття традиції гвардії зазнали змін. Якщо до 1914 року гвардійцями могли стати винятково швейцарці, рідною мовою яких була німецька, то під час Першої світової війни ситуація змінилася. На службу почали наймати також жителів франкомовних кантонів, а згодом така можливість з'явилася і в решти чоловічого населення цієї багатонаціональної країни.

## Ранги
Командир швейцарців має звання полковника регулярних військ і до нього звертаються з цим званням. Інші офіцери, таким чином, мають звання на три ранги вище, ніж вказує їхня назва, а всі без винятку гвардійці мають звання сержанта в регулярних військах. Квартирмейстер виконує також функції секретаря командного офіцера та офіцера артилерії. Гвардія має свого спеціального капелана та Церква святих Мартина і Себастьяна, побудовану Пієм V у 1568 році.
Офіцери
- Полковник (нім. Oberst) — командир гвардії.
- Підполковник (нім. Oberstleutnant) — віце-командир гвардії
- Капелан (нім. Kaplan) — рівний рангу підполковника.
- Майор (нім. Major)
- Капітан (нім. Hauptmann)
- Лейтенант (Leutnant) — новий ранг, запроваджений 1 грудня 2020 року.

Сержанти
- Фельдфебель (нім. Feldwebel)
- Вахмістр (нім. Wachtmeister)
- Капрал (нім. Korporal)
- Віце-капрал (нім. Vizekorporal)

Рядові
- Алебардник / Гвардієць (нім. Hellebardier / Gardist)

### Таблиця
| Звання             | Полковник | Підполковник | Майор    | Капітан  | Лейтенант |          |
| ------------------ | --------- | ------------ | -------- | -------- | --------- | -------- |
| К-сть осіб         | 1         | 1 (+1)       | 1        | 2        | 3         |          |
| Погон              |           |              |          |          |           |          |
| Відзнака на береті |           |              |          |          |           |          |
| Шолом              |           |              |          |          |           |          |
| Плюмаж             | Білий     | Червоний     | Червоний | Червоний | Червоний  | Червоний |

| Звання             | Фельдфебель       | Вахмістр          | Капрал                   | Віце-капрал              | Алебардник               | Тамбур                 |
| ------------------ | ----------------- | ----------------- | ------------------------ | ------------------------ | ------------------------ | ---------------------- |
| К-сть осіб         | 1                 | 5                 | 10                       | 10                       | 78                       |                        |
| Відзнака на береті |                   |                   |                          |                          | відсутня                 | відсутня               |
| Нарукавна відзнака |                   |                   |                          |                          |                          |                        |
| Шолом              |                   |                   |                          |                          |                          |                        |
| Плюмаж             | Чорний і червоний | Чорний і червоний | Синій, жовтий і червоний | Синій, жовтий і червоний | Синій, жовтий і червоний | Синій, жовтий і чорний |

## Набір
Кожен кандидат у гвардійці має бути корінним швейцарцем, католиком, законного народження, неодруженим, віком до 18 — 25 років, зростом не менше 5,8 фута (172,72 см), здоровим, і без тілесних ушкоджень. Тим, хто не відповідає вимогам військової служби в Швейцарії, також відмовляють у прийнятті до гвардії.
Потрібні такі документи: довідка з дому (або перепустка), свідоцтво про хрещення та свідоцтво про характер, усі підписані владою його парафії. Після року недостойної поведінки вартість поїздки до Риму повертається; однак це відшкодування може бути виплачено частинами через сім місяців.
Заяву про вступ слід надсилати безпосередньо начальнику. Ті, хто бажає звільнитися з гвардії, можуть вільно зробити це після попередження за три місяці.

## Служба
У складі гвардії 110 чоловіків. Гвардія налічує всього п'ять офіцерів — підполковник, капелан, майор, капітан і командир гвардійців. Термін служби в Швейцарській гвардії становить не менше 2 років. Гвардійці отримують близько 400 доларів на місяць і повне забезпечення. Але не гроші заманюють до гвардії молодих швейцарців, а перспектива. Під час служби у Ватикані вони мають змогу навчатися у престижних ВУЗах, а після служби, як правило, отримують дуже добрі рекомендації та кар'єрні перспективи. Прикладом тому може слугувати кар'єра, яку зробив полковник Алоїз Естерманн. Попри те, що народився і ріс він у селянській родині, в якій не дуже шанували освіту, перебуваючи на службі у Ватикані, Алоїз вивчив чотири іноземні мови і став улюбленцем Папи. Навіть зовні Естерманн був сильно схожий на Понтифіка. Саме він 13 травня 1981 на площі Святого Петра, ризикуючи власним життям, закрив собою Івана Павла II від куль вбивці. На щастя, поранення не було смертельним.
Швейцарська гвардія охороняє папські апартаменти та ворота міста-держави Ватикан. А також гвардійці виконують роль почесної варти на офіційних заходах Ватикану. Двоє гвардійців в цивільному одязі обов'язково супроводжують Папу Римського під час всіх його подорожей. Гвардійців, як і п'ятсот років тому, вчать віртуозно поводитися зі списами і алебардами, якими вони озброєні. В їх обов'язок входить і виконання на духових інструментах офіційного гімну Ватикану на музику Шарля Гуно. Проте члени Швейцарської гвардії натреновані у володінні і сучасною вогнепальною зброєю.

## Пенсія
Після 18 років служби кожен гвардієць має право на довічну пенсію в розмірі половини його зарплати, після 20 років — на пенсію в розмірі 2/3 його зарплати, після 25 років — до 5/6 від своєї платні, а через 30 років — повної зарплати.

## Уніформа

Синьо-жовтий герб папи Юлія ІІ, засновника гвардії, від якого походять синьо-жовті кольори парадної уніформи.

На посту біля воріт Ватикану швейцарські гвардійці стоять в старовинних жовто-синьо-червоних мундирах кольору дому Медичі.
- Моріон (шолом)

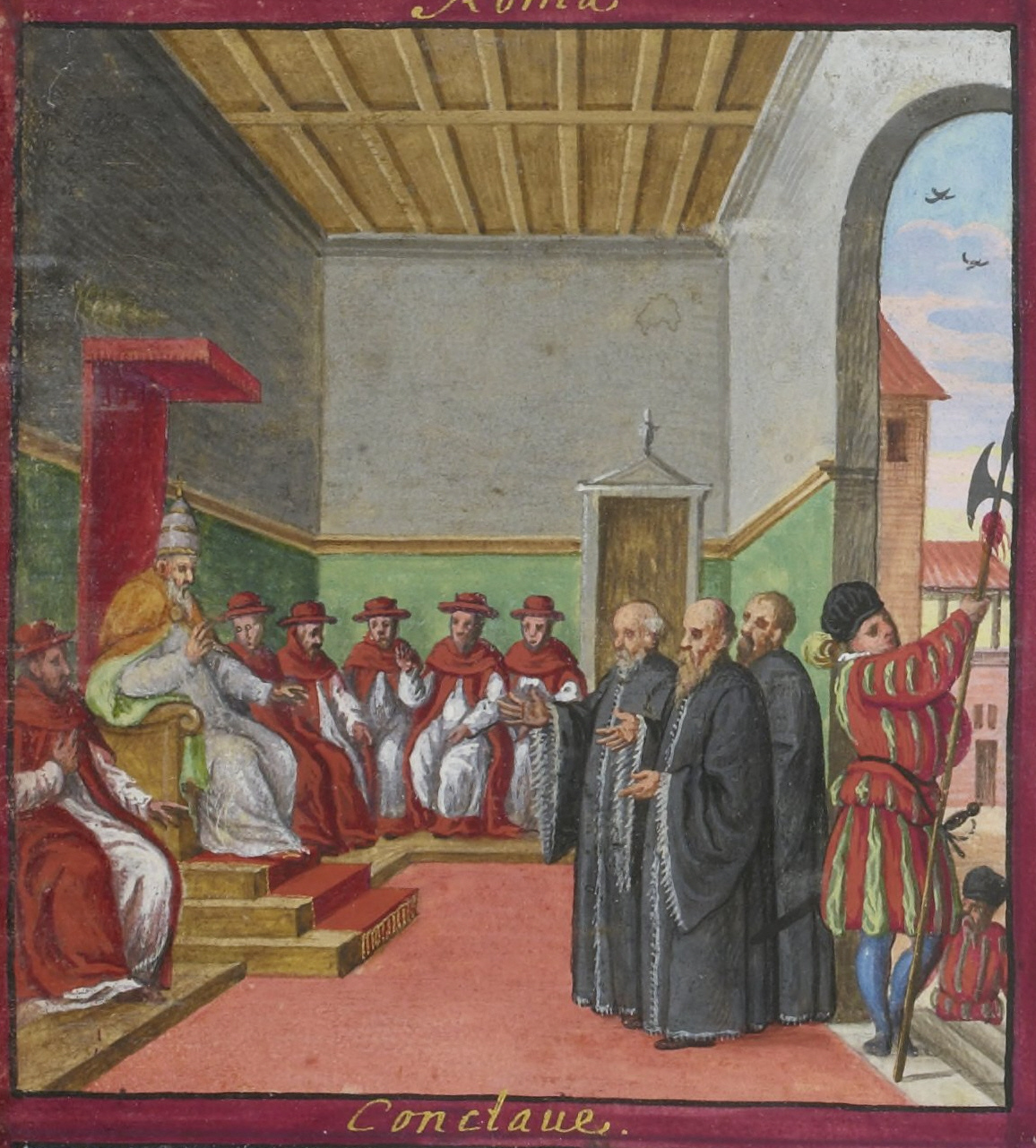
Швейцарський гвардієць (1578)
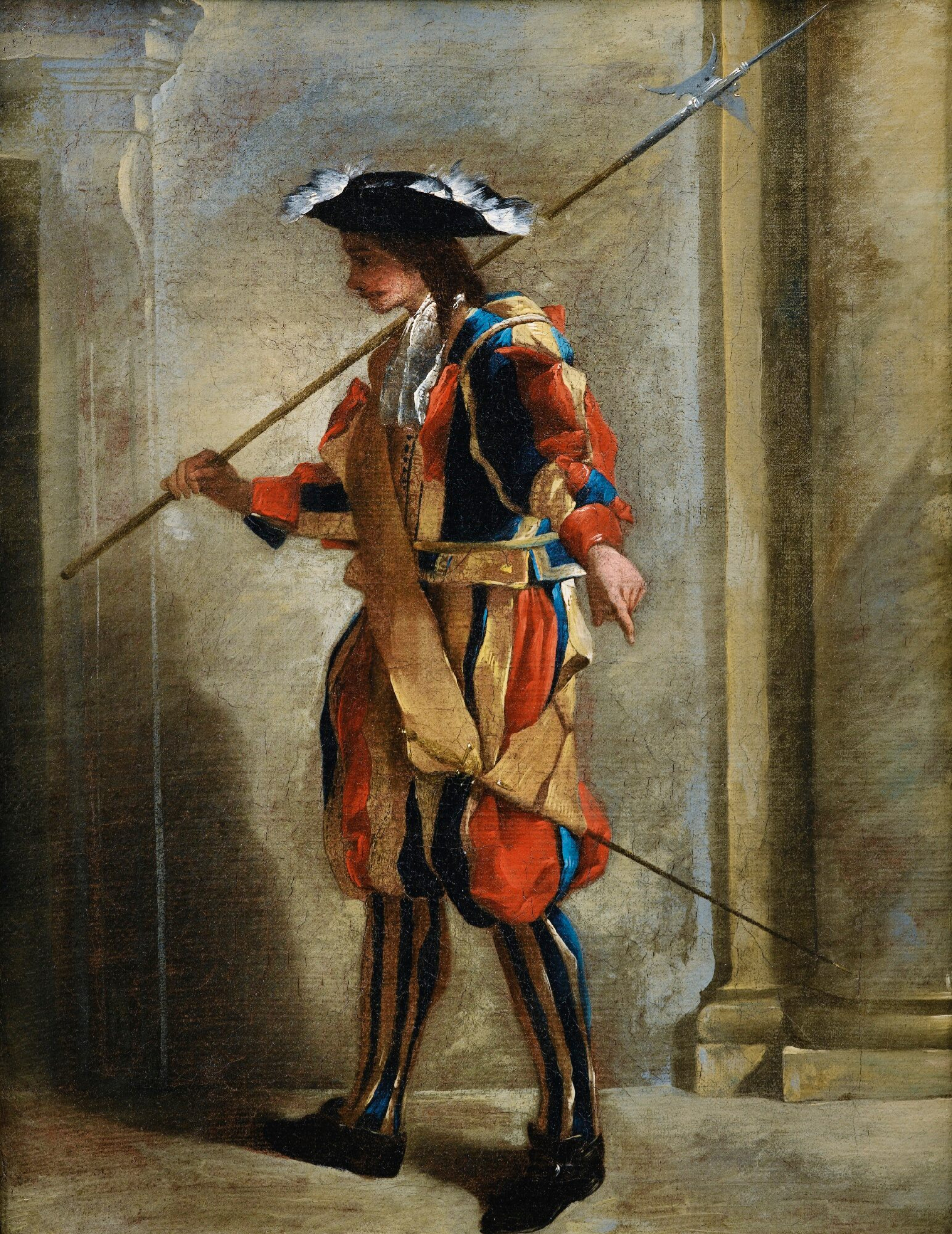
Швейцарський гвардієць (1762)
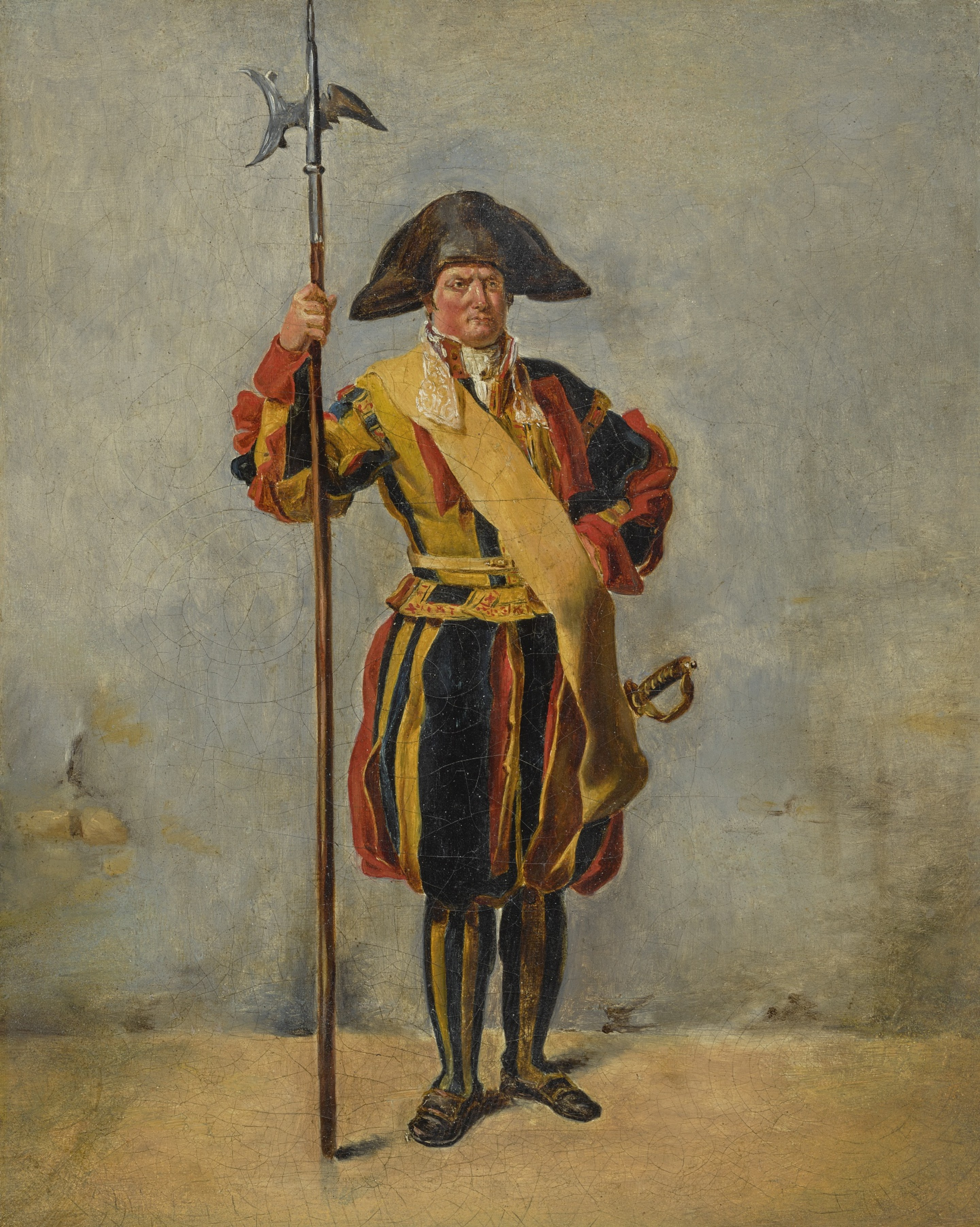
Швейцарський гвардієць (1812)
Швейцарський гвардієць (1838)

## Війни і битви
- Італійські війни
- 1526—1530: Війна Коньякської ліги
  - 1527: Оборона Рима від повсталих імперських військ Карла V.
- 1571: Битва при Лепанто
- Війна за об'єднання Італії
  - 1870: Оборона Рима від італійських військ.

## Командири
- 1506—1517: Каспар фон Зіленен

## Галерея

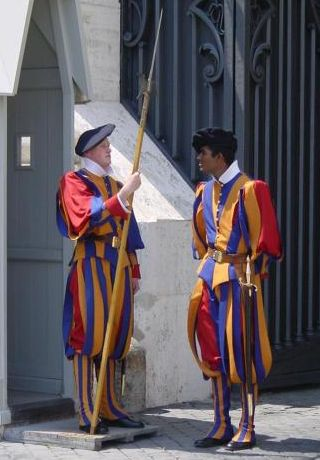
Гвардійці в традиційній формі
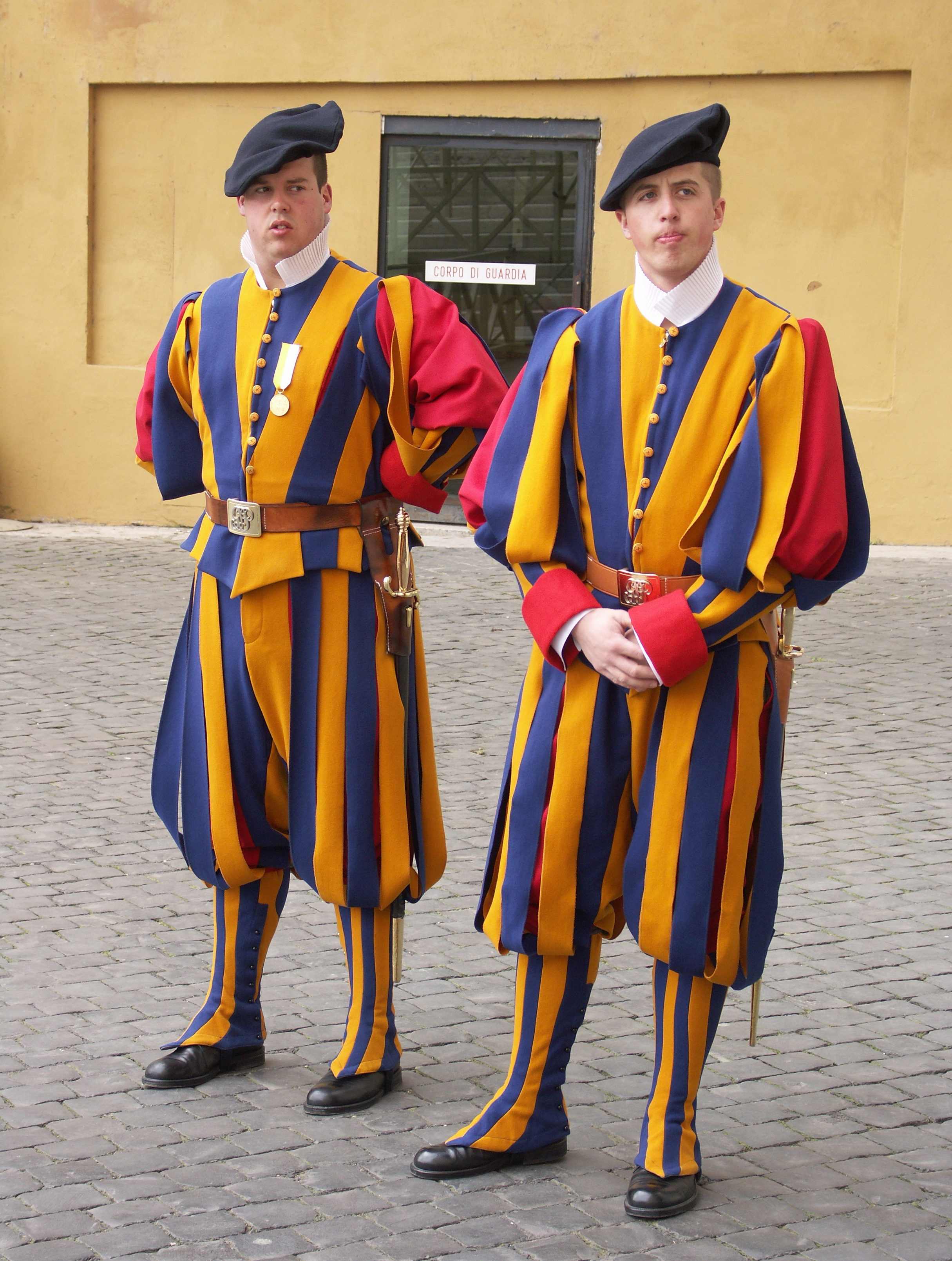
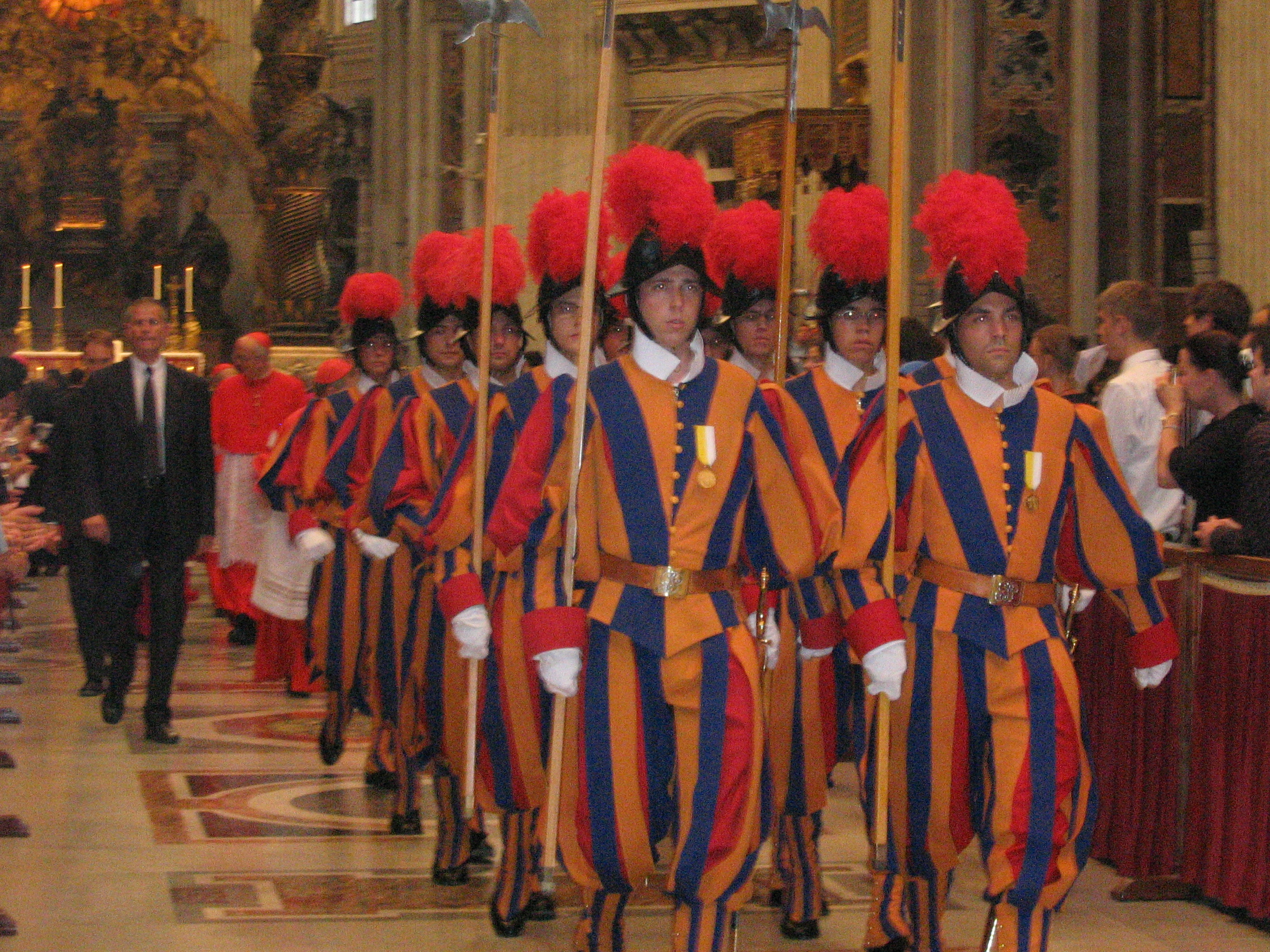
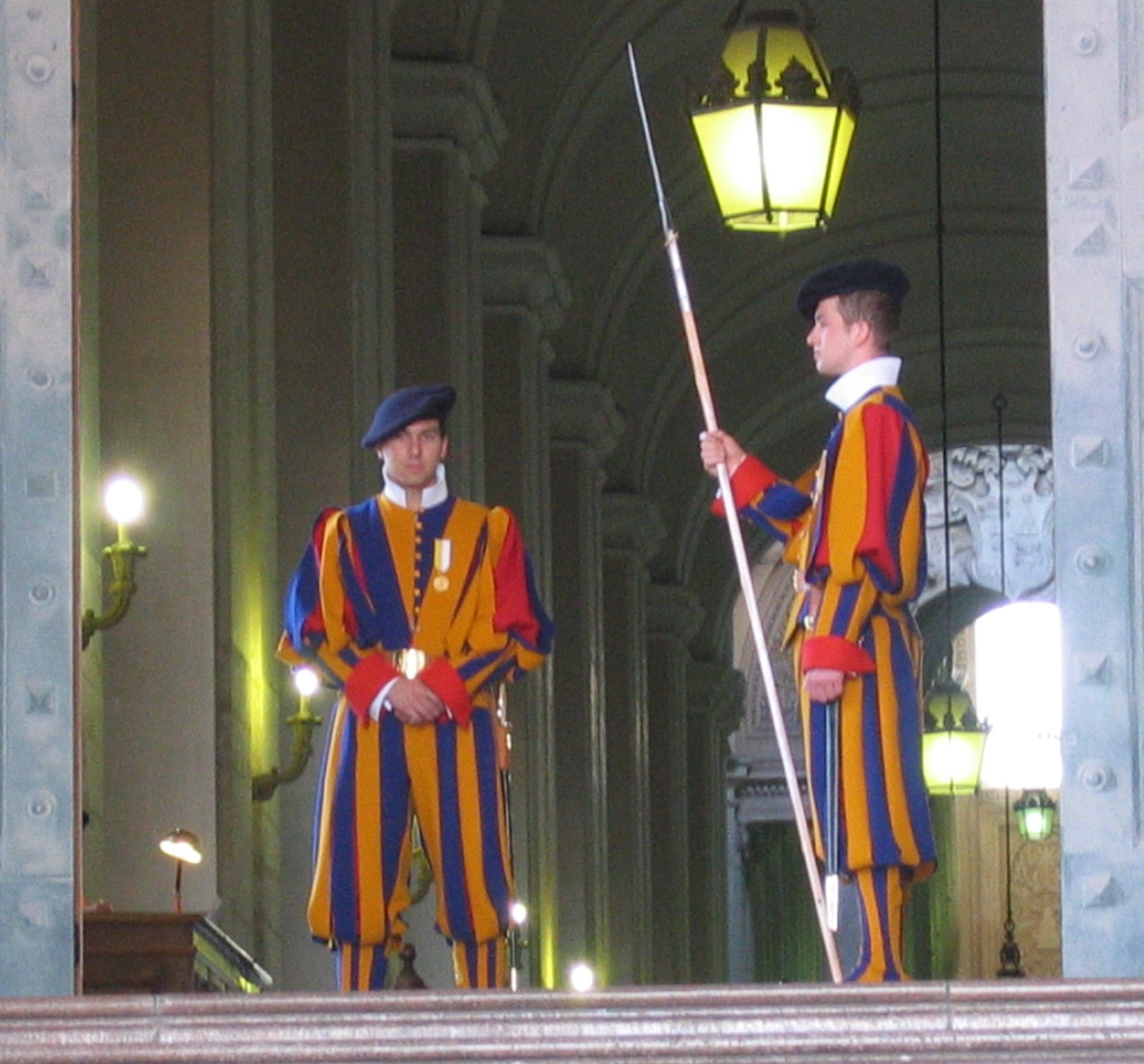
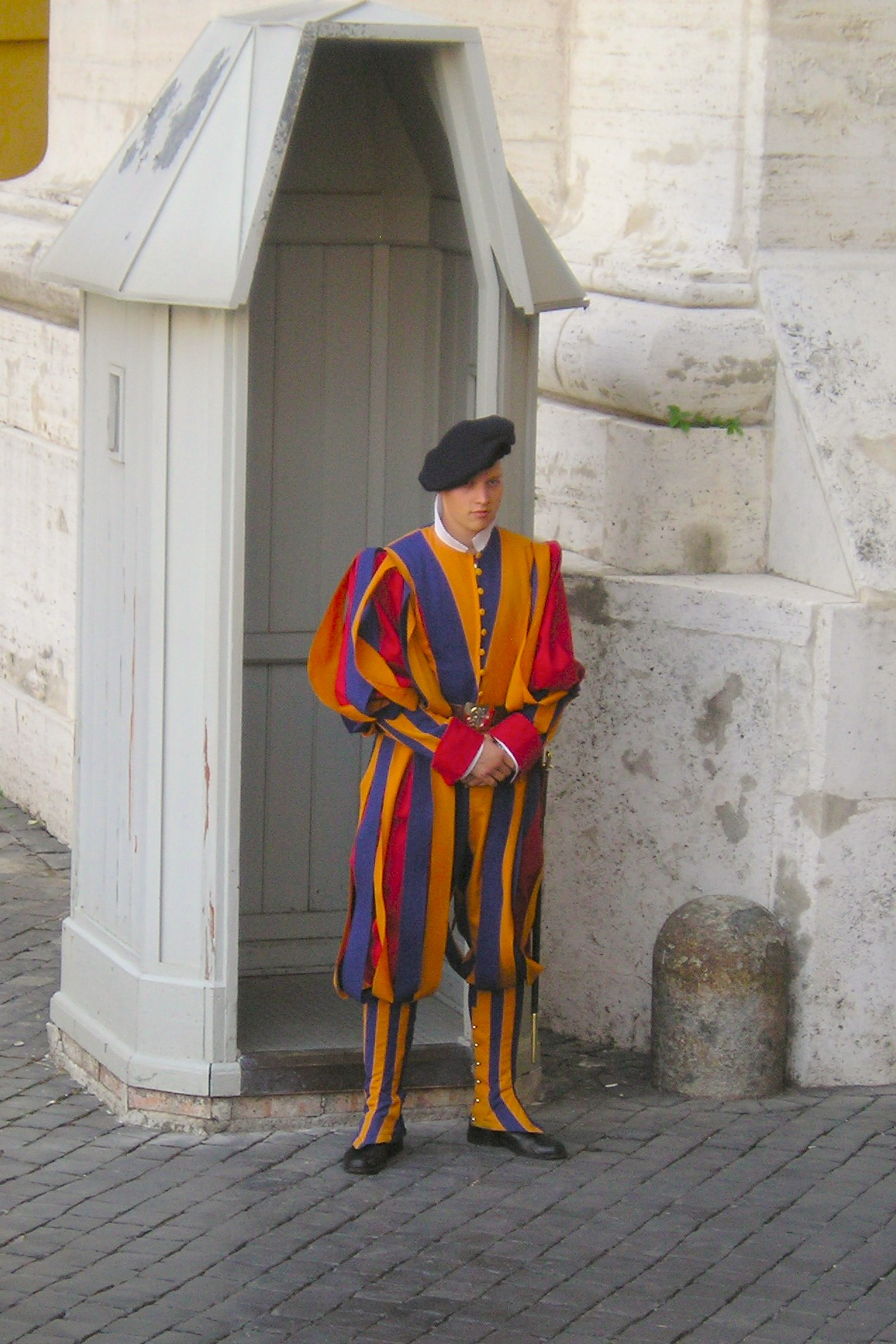
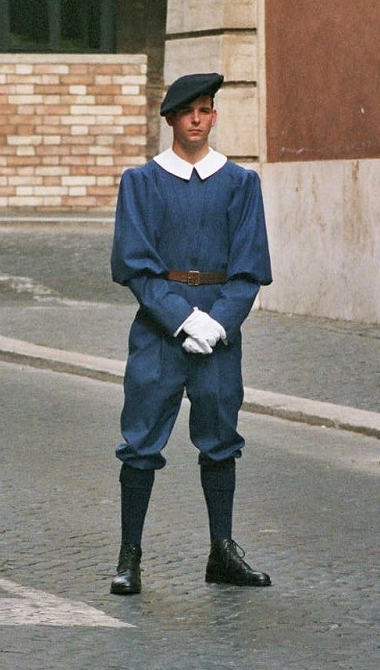
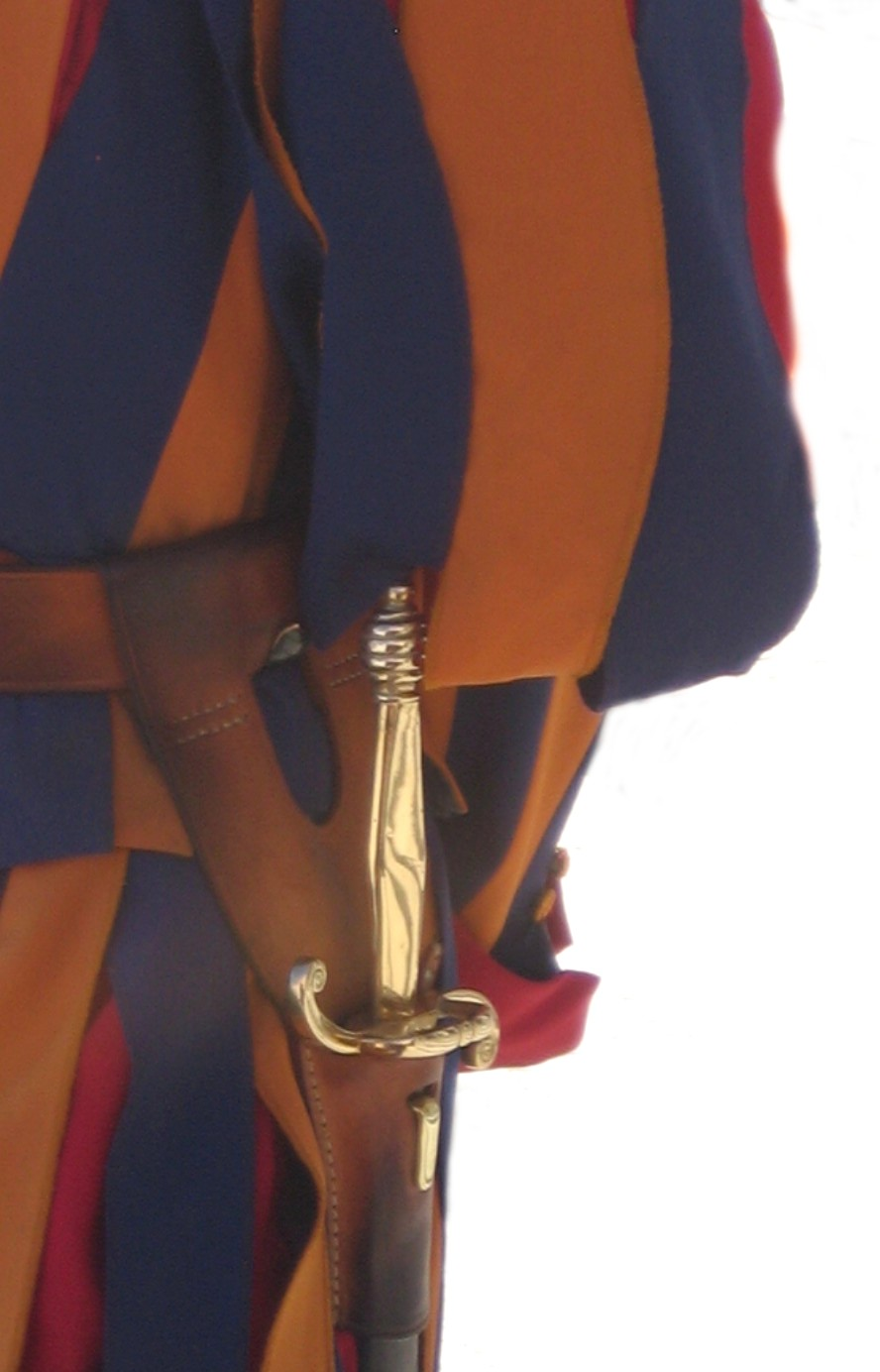
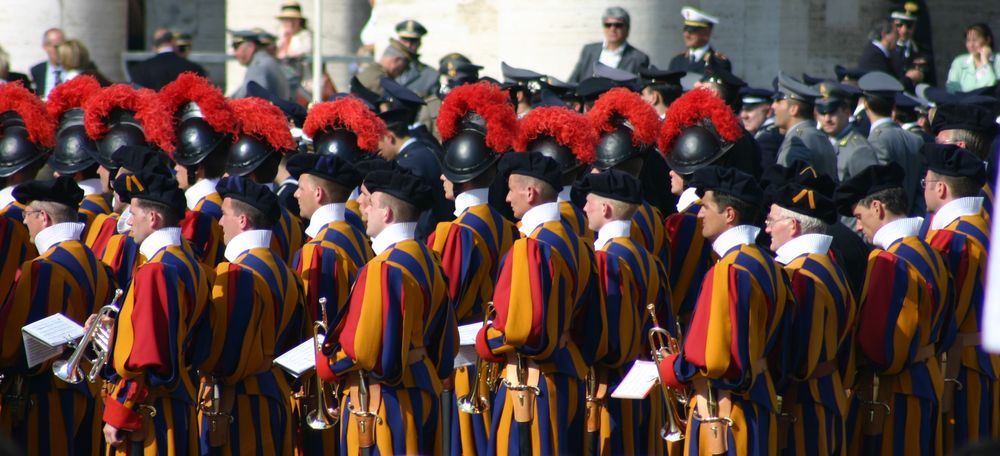
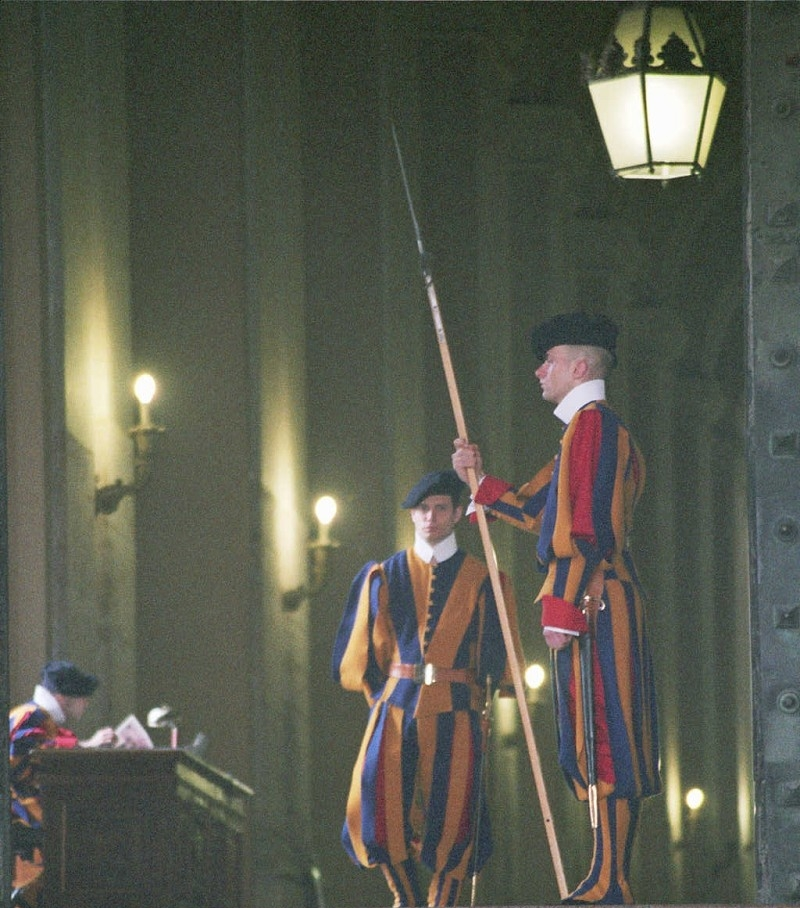
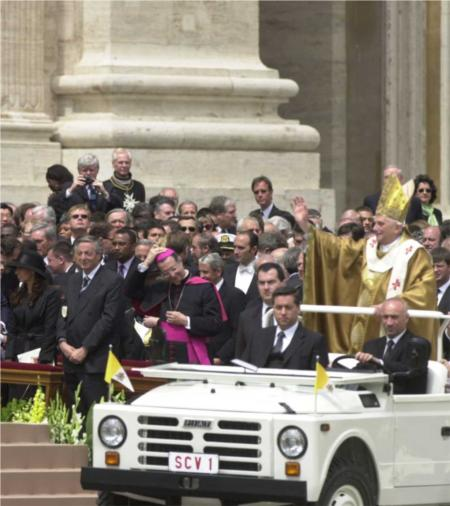
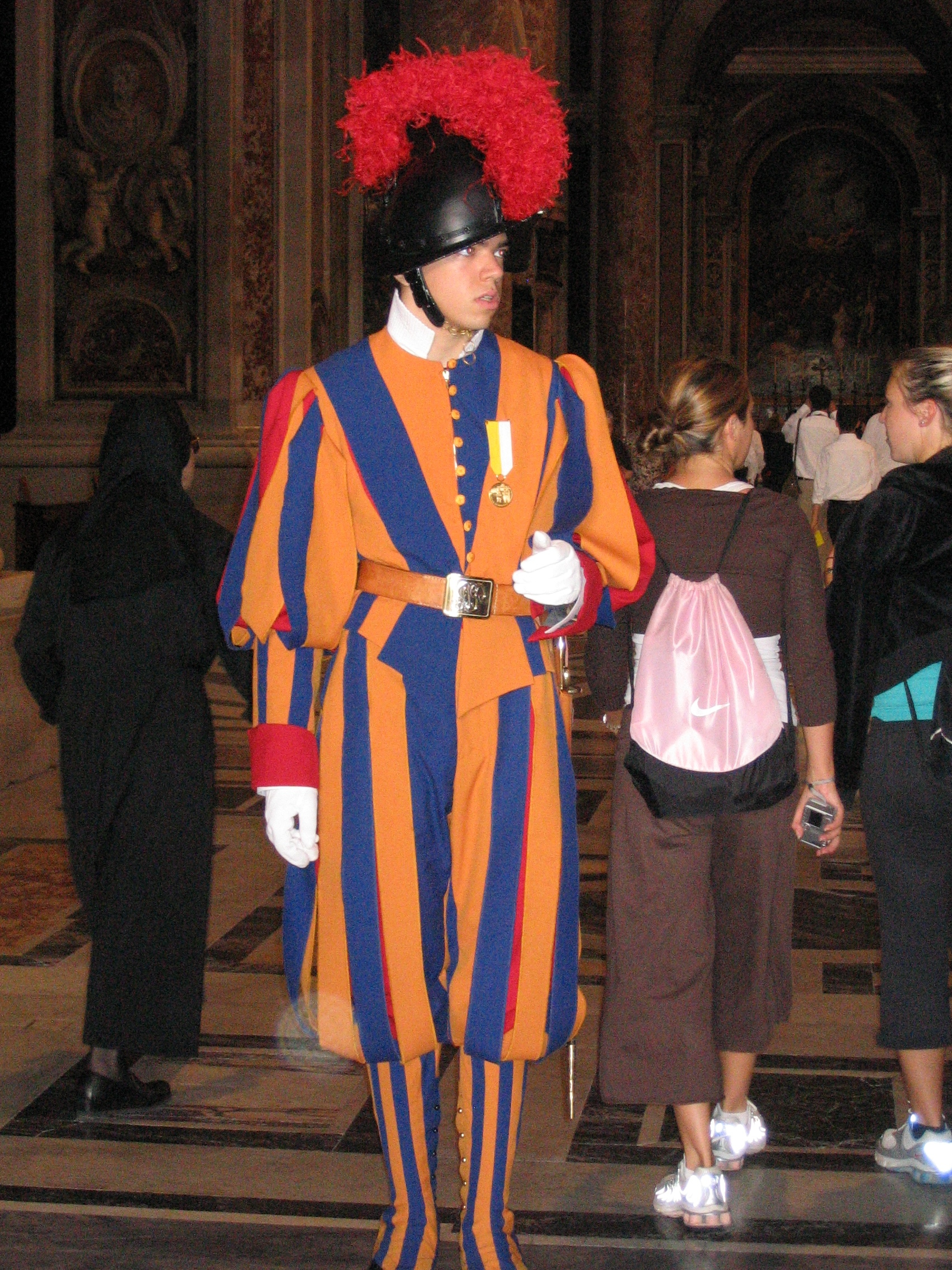
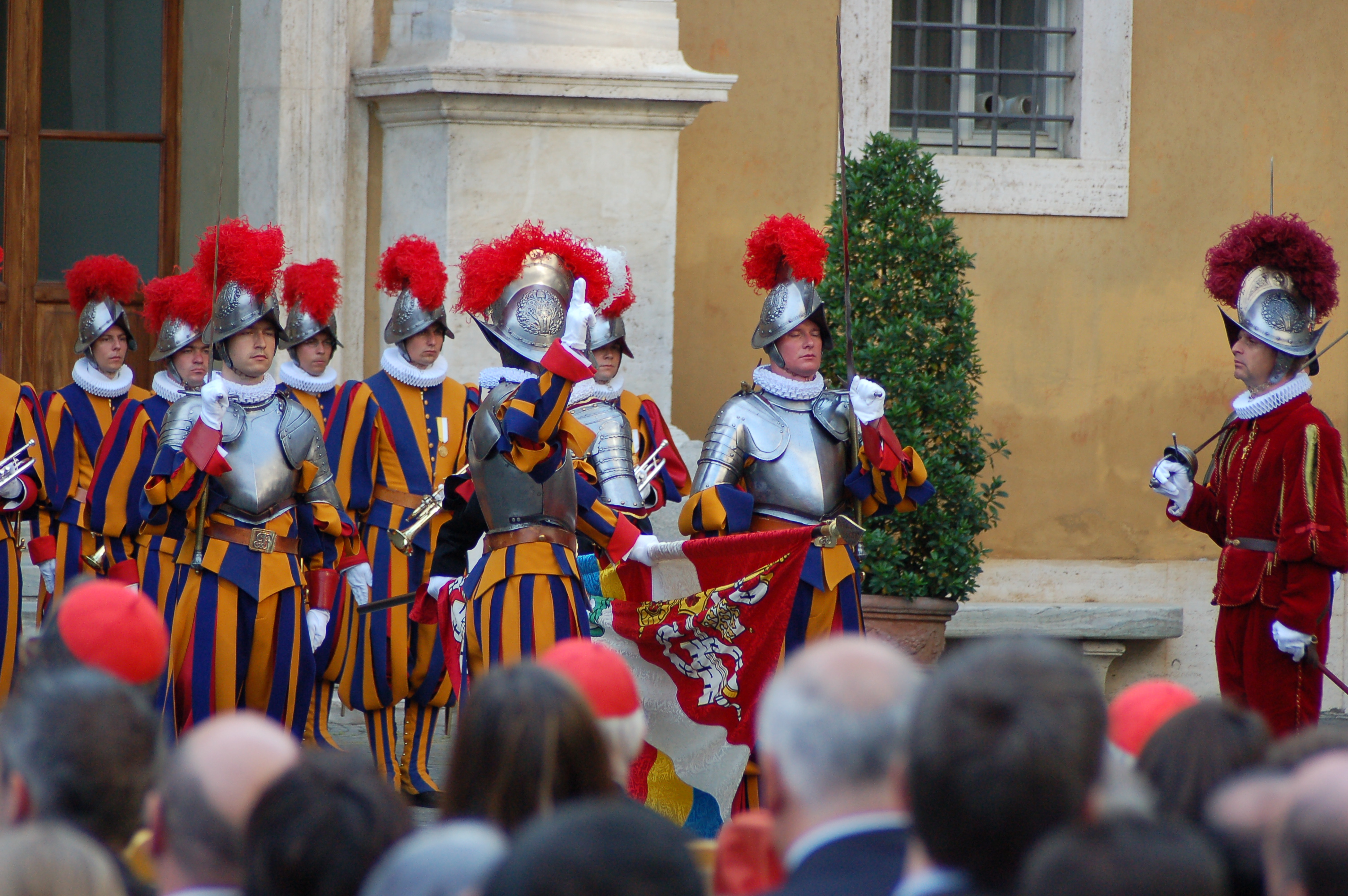
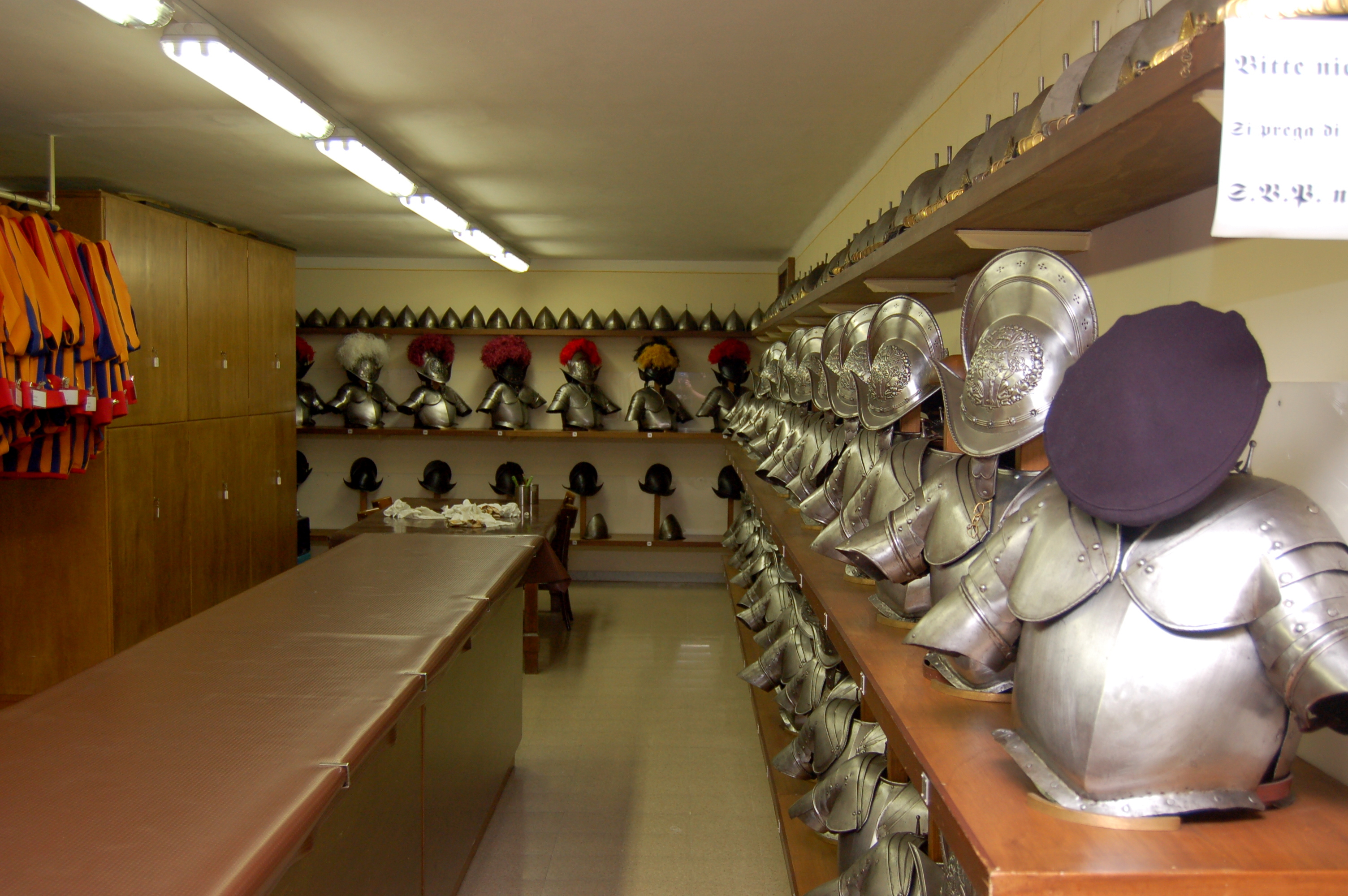
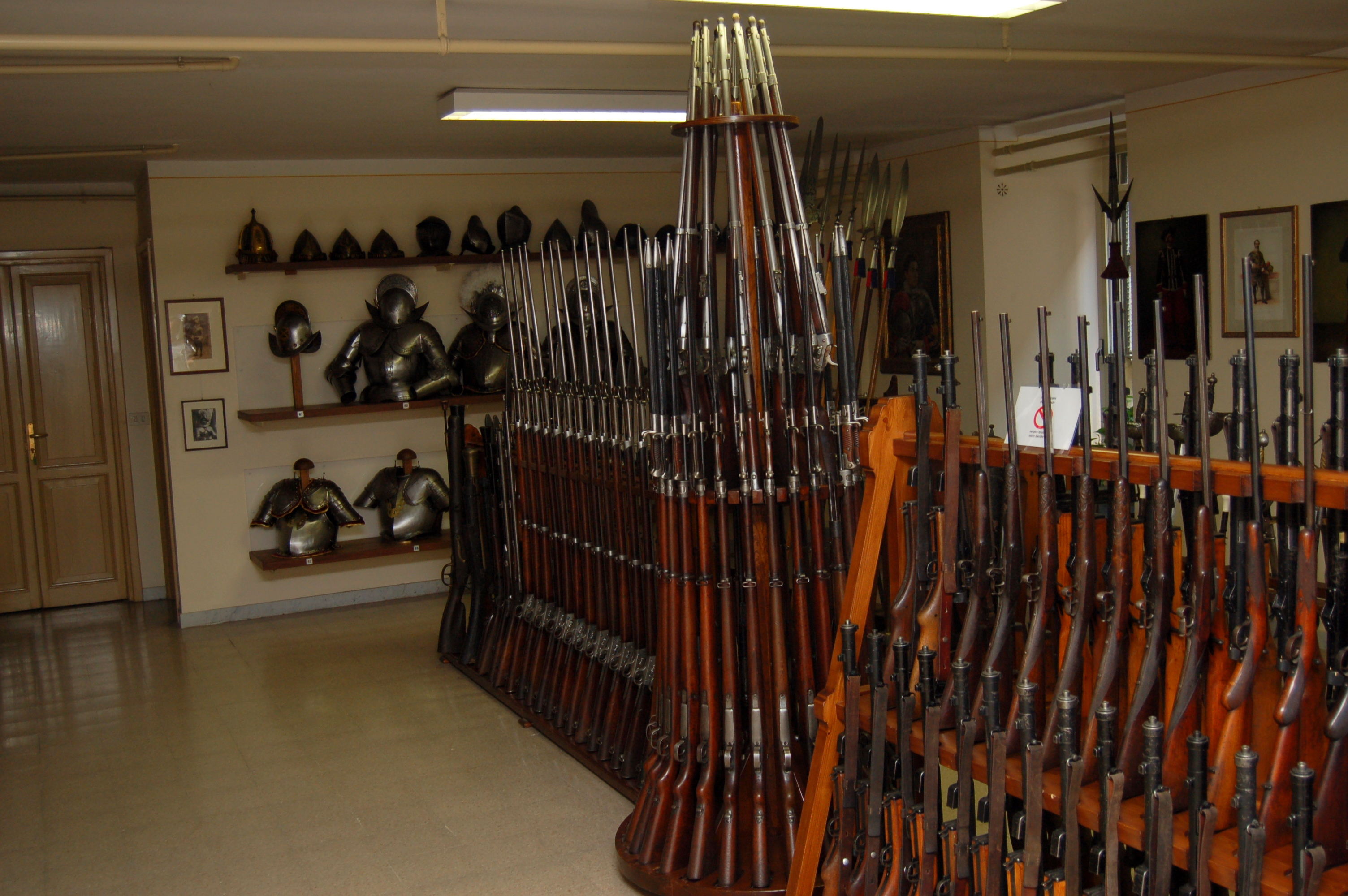

### Довідники
- Baumgarten, P.M. The Vatican. § The Swiss Guards  // The Catholic Encyclopedia. New York: Robert Appleton Company, 1912.